# Lee So-ra (cantora)
Este é um nome coreano; o nome de família é Lee.
Lee So-ra (Hangul: 이소라; nascida em 1969) é uma cantora sul-coreana de ballad. Ela fez sua estréia em 1993 como integrante do grupo Strange People, e lançou seu primeiro álbum solo em 1995. Ela ganhou vários prêmios no Korean Music Awards, e seu sexto álbum, Nunsseopdal, foi incluído em uma lista dos 100 maiores álbuns coreanos.
Lee também apresentou o talk show de música Lee Sora's Proposal na KBS de 1996 até 2002.

## Discografia

### Álbuns de estúdio
| Titulo                                      | Detalhes do álbum                                                                             | Posição nas paradas | Vendas          |
| Titulo                                      | Detalhes do álbum                                                                             | KOR                 | Vendas          |
| ------------------------------------------- | --------------------------------------------------------------------------------------------- | ------------------- | --------------- |
| Lee So-ra Vol. 1                            | - Lançamento: 1º de setembro de 1995 - Gravadora: Donga Entertainment - Formatos: CD, cassete | Sem dados           | Sem dados       |
| Like In A Movie (영화에서처럼)              | - Lançmento: 10 de dezembro de 1996 - Gravadora: Donga Entertainment - Formatos: CD, cassete  | Sem dados           | Sem dados       |
| About Sorrow And Anger (슬픔과 분노에 관한) | - Lançamento: 1º de maio de 1998 - Gravadora: Donga Entertainment - Formatos: CD, cassete     | 9                   | - KOR: 238,470+ |
| Flower (꽃)                                 | - Lançamento: 18 de dezembro de 2000 - Gravadora: Synnara Music - Formatos: CD, cassete       | 4                   | - KOR: 272,332+ |
| Sora's Diary                                | - Lançamento: 17 de outubro de 2002 - Gravadora: Show Globe - Formatos: CD, cassete           | 6                   | - KOR: 130,061+ |
| Nunsseopdal (눈썹달)                        | - Lançamento: 10 de dezembro de 2004 - Gravadora: Seiren - Formatos: CD, cassete              | 6                   | - KOR: 63,463+  |
| Lee So-ra                                   | - Lançamento: 18 de dezembro de 2008 - Gravadora: Seiren - Formatos: CD                       | Sem dados           | Sem dados       |
| 8                                           | - Lançamento: 11 de abril de 2014 - Gravadora: Seiren - Formatos: CD, download digital        | 2                   | - KOR: 12,759+  |

### Álbuns de compilação
| Título                             | Detalhes do álbum                                                                             | Posição nas paradas | Vendas         |
| Título                             | Detalhes do álbum                                                                             | KOR                 | Vendas         |
| ---------------------------------- | --------------------------------------------------------------------------------------------- | ------------------- | -------------- |
| Lee So-ra Best                     | - Lançamento: 22 de novembro de 1999 - Gravadora: Donga Entertainment - Formatos: CD, cassete | 27                  | - KOR: 27,148+ |
| Lee So-ra Live                     | - Lançamento: 5 de janeiro de 2001 - Gravadora: Donga Entertainment - Formatos: CD, cassete   | 27                  | - KOR: 24,816+ |
| My One And Only Love (álbum cover) | - Lançamento: 21 de outubro de 2010 - Gravadora: Seiren - Formatos: CD, download digital      | 10                  | —              |

### Singles digitais
| Título                                              | Ano  | Posição nas paradas | Álbum             |
| Título                                              | Ano  | KOR                 | Álbum             |
| --------------------------------------------------- | ---- | ------------------- | ----------------- |
| "October Lover" com Roy Kim                         | 2018 | —                   | Singles sem álbum |
| "Song Request" (신청곡) com Suga                    | 2019 | 3                   | Singles sem álbum |
| "—" mostra lançamentos que não entraram nas paradas |      |                     |                   |